# Puerto Maldonado
Puerto Maldonado ist eine Stadt im südöstlichen Peru und Hauptstadt der Region Madre de Dios. Sie hat 77.221 Einwohner (2017). Im Ballungsraum leben 85.024 Menschen (2017). Sie ist nach dem Entdecker Faustino Maldonado benannt, der 1860 eine Expedition in das peruanische Amazonastiefland leitete und 1861 dort verschollen blieb.
Die Stadt ist Sitz des Apostolischen Vikariates Puerto Maldonado.

## Lage
Puerto Maldonado liegt im Tropenwald des Amazonas-Tieflandes, 55 km westlich der Grenze zu Bolivien, an der Einmündung des Río Tambopata in den Río Madre de Dios, einem Amazonas-Nebenfluss. Puerto Maldonado liegt an der Straße Transocéanica, die seit 2011 den Pazifik in Peru mit dem Atlantik in Brasilien verbindet. Sie verbindet auch Cuzco mit den peruanischen Städten San Lorenzo, Iberia und Iñapari. Der Rio Madre de Dios wird durch die neue Brücke Puente Billinghurst überquert.

## Wirtschaft

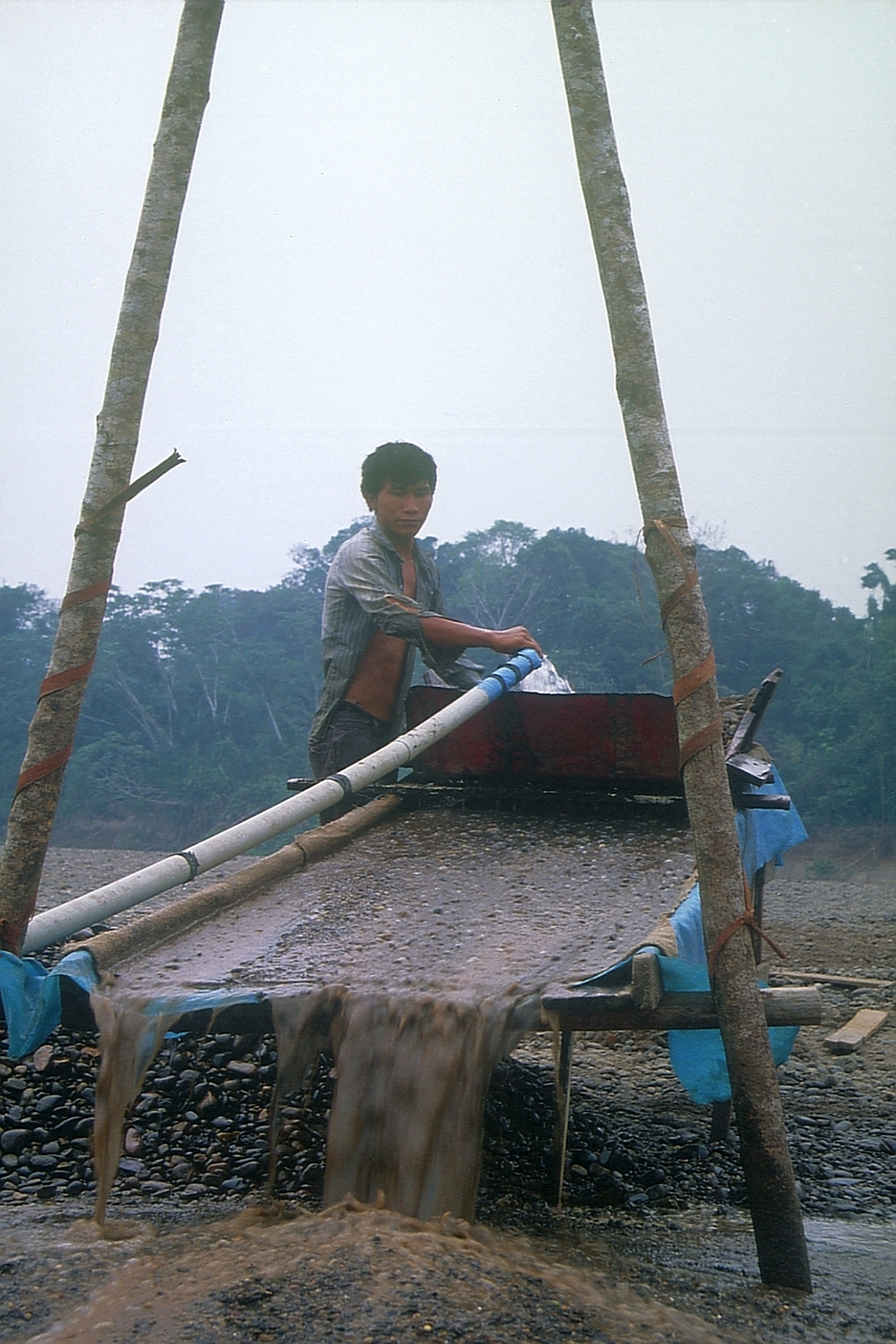
Goldwäscher bei Puerto Maldonado

Die ursprüngliche Gründung der Siedlung geht auf die Gewinnung von Kautschuk zurück, aber die Zeit der Kautschukgewinnung ist lang vorüber. Heute lebt die Stadt in erster Linie vom Holzeinschlag, vom Goldwaschen, dem Sammeln von Paranüssen, dem Bootsbau und dem Ökotourismus, Letzterer vor allem über den Flughafen "Padre Aldamiz" und über die neue Straßenanbindung Interoceanica Sur, über die Cusco in gut 6 Stunden erreichbar ist.
Durch die neue Straßenanbindung ist die Bevölkerung im Umland stark gewachsen. Dabei entstanden am Stadtrand mehrere Siedlungen durch Landbesetzungen (span.: invasiones). Die Goldwäscherei hat neuen Auftrieb erhalten und wird nun in großem Umfang praktiziert. Das Gold wird entweder aus dem Flussbett gewaschen oder aus Sedimentablagerungen gewonnen. Dabei wird auch das Amalgamverfahren eingesetzt, bei dem das Gold mit Quecksilber gebunden wird, wobei die Umgebung verseucht wird.
Der Holzeinschlag nahm nach einem zeitweiligen Rückgang wieder zu. Neben einem holzverarbeitenden Betrieb in Puerto Maldonado entstanden weitere in der Umgebung.
Änderungen im EU-Außenrecht haben Hunderte von Nusssammlern und den örtlichen Verarbeitungsbetrieb vom Import in die EU abgeschnitten.

## Naturschutzgebiete
Nahe der Stadt liegen die Nationalparks Manú und Tambopata Candamo, außerdem der Nationalpark Bahuaja Sonene. Diese Naturschutzgebiete gehören zu den wenigen noch unberührten Primärwäldern des Regenwaldgürtels dieser Erde. Die Naturschutzgebiete werden durch eine Reihe von Übernachtungsplätzen für Touristen erschlossen, die nur mit dem Boot zu erreichen sind.

## Klima
Das Klima ist warm und feucht über das ganze Jahr, die Regenzeit dauert von Oktober bis April.
|                       | Jan  | Feb  | Mär  | Apr  | Mai  | Jun  | Jul  | Aug  | Sep  | Okt  | Nov  | Dez  |   |      |
| Mittl. Tagesmax. (°C) | 30,9 | 30,7 | 31,0 | 30,7 | 29,8 | 29,0 | 29,6 | 31,2 | 32,0 | 32,0 | 31,6 | 31,1 | ⌀ | 30,8 |
| Mittl. Tagesmin. (°C) | 21,4 | 21,2 | 20,9 | 20,3 | 18,8 | 17,4 | 16,8 | 17,8 | 18,8 | 20,4 | 21,1 | 21,3 | ⌀ | 19,7 |
|                       |      |      |      |      |      |      |      |      |      |      |      |      |   |      |
| Niederschlag (mm)     | 343  | 333  | 275  | 154  | 106  | 58   | 57   | 63   | 98   | 164  | 237  | 279  | Σ | 2167 |
|                       |      |      |      |      |      |      |      |      |      |      |      |      |   |      |
| Luftfeuchtigkeit (%)  | 80   | 81   | 80   | 77   | 76   | 76   | 73   | 67   | 63   | 72   | 74   | 78   | ⌀ | 74,7 |

| 21,4 |

| 21,2 |

| 20,9 |

| 20,3 |

| 18,8 |

| 17,4 |

| 16,8 |

| 17,8 |

| 18,8 |

| 20,4 |

| 21,1 |

| 21,3 |

| 21,4 |

| 21,2 |

| 20,9 |

| 20,3 |

| 18,8 |

| 17,4 |

| 16,8 |

| 17,8 |

| 18,8 |

| 20,4 |

| 21,1 |

| 21,3 |